# حسن ضاهر
حسن ضاهر (عربی: حسن خليل ضاهر؛ زادهٔ ۴ مارس ۱۹۸۳) بازیکن فوتبال اهل لبنان بود.
از باشگاه‌هایی که در آن بازی کرده‌است می‌توان به باشگاه فوتبال پراک و باشگاه ورزشی العهد اشاره کرد.
وی همچنین در تیم ملی فوتبال لبنان بازی کرده‌است.